# Башкирско-турецкие отношения
Башкирско-турецкие отношения (баш. Башҡорт-төрөк мөнәсәбәттәре; Başkurt-Türk ilişkileri) — двухсторонние отношения между Башкортостаном и Турцией, а ранее между башкирами и Османской империей.

## История
Урус-мурза, живший во второй половине XVI века, имел переписку с Сулейманом Кануни. Он призывал султана к захвату Поволжья с целью противостояния экспансии русских в Поволжье. Связи между башкирами и Османской империей были отмечены в ходе башкирского восстания 1662-1664 годов, в котором Османская империя и Крымское ханство имели опосредованное участие. Османский путешественник Эвлия Челеби, который посетил башкир в период данного восстания отмечал, что имел связи с некоторыми башкирами, желавшими войти в подданство Османской империи. В дальнейшем связи башкир и Османской империи были проявлены в ходе башкирского восстания 1704-1711 годов во главе с тарханом Алдаром Исекеевым, который проводил тайную дипломатию с целью получения поддержки со стороны Османской империи и Крымского ханства в борьбе за полную независимость Башкортостана. К османскому султану и крымскому хану башкиры отправили свою миссию во главе с юрматынским башкиром Сулейманом Уразаевым. Крымский хан не решился поддержать башкир самостоятельно, отправив их к османскому султану, от которого башкиры получили отказ. В миссии также принимал участие Кильмяк Нурушев, предводитель башкирского восстания 1735-1740 годов. Некоторые из феодалов имели планы по созданию собственного государства под османским покровительством. Впоследствии османский султан отказал башкирам в просьбе о помощи, сославшись на мир с русскими.
В период башкирских восстаний некоторые башкиры, спасаясь от русского гнёта, бежали в Османскую империю. В их числе мог быть Кинзя Арсланов, башкирский старшина. Также имело место эмиграции башкир в Османскую империю, что послужило введением Россией запрета на выезд башкир за границу.
В период Первой мировой войны в составе османской армии существовал Азиатский батальон, состоящий из башкир, крымских и казанских татар.

## Современность
В 2015 году в ходе русско-турецкого кризиса, вызванного нарушением русского самолёта турецкого воздушного пространства, Башкортостан вышел из ТЮРКСОЙ.
В 2023 году Башкортостан направил в Турцию группу спасателей из-за землетрясения. 

## Дипломатическое представительство
В 2022 году турецкий консул Исмет Эрикан заявил о намерении открыть в Башкортостане почётное консульство Турции. В 2024 году турецкой делегацией на инвестиционном форуме в Башкортостане было сделано такое же заявление.
В Турции существует собственное представительство Башкортостана. 

## Экономика
В 2021 году взаимный товарооборот между Башкортостаном и Турцией составил 208,5 млн долларов. В 2023 году Турция занимала второе место по внешнему товарообороту Башкортостана.